# Aclis marguerita
Aclis marguerita är en snäckart som först beskrevs av Bartsch 1947.  Aclis marguerita ingår i släktet Aclis och familjen Aclididae. Inga underarter finns listade i Catalogue of Life.